# Aegomorphus cerdai
Aegomorphus cerdai es una especie de escarabajo longicornio del género Aegomorphus,  subfamilia Lamiinae. Fue descrita científicamente por Tavakilian & Néouze en 2013.
Se distribuye por América del Sur, en Guayana Francesa. Mide 17 milímetros de longitud.